# DSA-140
La DSA-140 es una carretera perteneciente a la Red Primaria de la Diputación Provincial de Salamanca que une la CL-510 con la localidad de Alaraz.

## Recorrido
La carretera DSA-140 tiene su origen en Alba de Tormes en la intersección con la carretera CL-510 y termina en la intersección con la carretera SA-105 en Alaraz formando parte de la Red de carreteras de Salamanca.
También pasa por las localidades de Navales, Valdecarros y Pedraza de Alba.

### DeCL-510aSA-113
| Alba de Tormes (Intersección con ) - Valdecarros (Intersección con ) | Alba de Tormes (Intersección con ) - Valdecarros (Intersección con ) | Alba de Tormes (Intersección con ) - Valdecarros (Intersección con ) | Alba de Tormes (Intersección con ) - Valdecarros (Intersección con ) | Alba de Tormes (Intersección con ) - Valdecarros (Intersección con ) | Alba de Tormes (Intersección con ) - Valdecarros (Intersección con ) | Alba de Tormes (Intersección con ) - Valdecarros (Intersección con ) | Alba de Tormes (Intersección con ) - Valdecarros (Intersección con ) | Alba de Tormes (Intersección con ) - Valdecarros (Intersección con ) | Alba de Tormes (Intersección con ) - Valdecarros (Intersección con ) | Alba de Tormes (Intersección con ) - Valdecarros (Intersección con ) |
| Esquema                                                              | PK                                                                   | Sentido Alaraz                                                       | Sentido Alaraz                                                       | Sentido Alaraz                                                       | Sentido Alaraz                                                       | Sentido Alba de Tormes                                               | Sentido Alba de Tormes                                               | Sentido Alba de Tormes                                               | Sentido Alba de Tormes                                               | Incidencias                                                          |
| Esquema                                                              | PK                                                                   | Velocidad                                                            | Elemento                                                             | Salida                                                               | Salida                                                               | Salida                                                               | Salida                                                               | Elemento                                                             | Velocidad                                                            | Incidencias                                                          |
| Esquema                                                              | PK                                                                   | Velocidad                                                            | Elemento                                                             | Dir.                                                                 | Nombre                                                               | Nombre                                                               | Dir.                                                                 | Elemento                                                             | Velocidad                                                            | Incidencias                                                          |
| -------------------------------------------------------------------- | -------------------------------------------------------------------- | -------------------------------------------------------------------- | -------------------------------------------------------------------- | -------------------------------------------------------------------- | -------------------------------------------------------------------- | -------------------------------------------------------------------- | -------------------------------------------------------------------- | -------------------------------------------------------------------- | -------------------------------------------------------------------- | -------------------------------------------------------------------- |
|                                                                      | 0,0                                                                  |                                                                      |                                                                      | Alba de Tormes Salamanca                                             | Alba de Tormes Salamanca                                             | Alba de Tormes Salamanca                                             |                                                                      |                                                                      |                                                                      |                                                                      |
| Piedrahíta                                                           | 0,0                                                                  |                                                                      |                                                                      |                                                                      |                                                                      |                                                                      |                                                                      |                                                                      |                                                                      |                                                                      |
|                                                                      | 2,4                                                                  |                                                                      |                                                                      | NAVALES                                                              | NAVALES                                                              | NAVALES                                                              | NAVALES                                                              |                                                                      |                                                                      |                                                                      |
|                                                                      | 3,2                                                                  |                                                                      |                                                                      | NAVALES                                                              | NAVALES                                                              | NAVALES                                                              | NAVALES                                                              |                                                                      |                                                                      |                                                                      |
|                                                                      | 7,5                                                                  |                                                                      |                                                                      | VALDECARROS                                                          | VALDECARROS                                                          | VALDECARROS                                                          | VALDECARROS                                                          |                                                                      |                                                                      |                                                                      |
|                                                                      | 7,9                                                                  |                                                                      |                                                                      |                                                                      | Pedraza de Alba Alaraz                                               | Pedraza de Alba Alaraz                                               |                                                                      |                                                                      |                                                                      |                                                                      |
|                                                                      | 7,9                                                                  | Centro Urbano                                                        |                                                                      |                                                                      |                                                                      |                                                                      |                                                                      |                                                                      |                                                                      |                                                                      |
|                                                                      | 7,9                                                                  | Navales Alba de Tormes                                               |                                                                      |                                                                      |                                                                      |                                                                      |                                                                      |                                                                      |                                                                      |                                                                      |
|                                                                      | 8,6                                                                  |                                                                      |                                                                      |                                                                      | Anaya de Alba                                                        | Anaya de Alba                                                        |                                                                      |                                                                      |                                                                      |                                                                      |
|                                                                      | 8,6                                                                  | Macotera Alaraz                                                      |                                                                      |                                                                      |                                                                      |                                                                      |                                                                      |                                                                      |                                                                      |                                                                      |
|                                                                      | 8,6                                                                  | Navales Alba de Tormes                                               |                                                                      |                                                                      |                                                                      |                                                                      |                                                                      |                                                                      |                                                                      |                                                                      |

### DeSA-113aSA-105
| Valdecarros (Intersección con ) - Alaraz (Intersección con ) | Valdecarros (Intersección con ) - Alaraz (Intersección con ) | Valdecarros (Intersección con ) - Alaraz (Intersección con ) | Valdecarros (Intersección con ) - Alaraz (Intersección con ) | Valdecarros (Intersección con ) - Alaraz (Intersección con ) | Valdecarros (Intersección con ) - Alaraz (Intersección con ) | Valdecarros (Intersección con ) - Alaraz (Intersección con ) | Valdecarros (Intersección con ) - Alaraz (Intersección con ) | Valdecarros (Intersección con ) - Alaraz (Intersección con ) | Valdecarros (Intersección con ) - Alaraz (Intersección con ) | Valdecarros (Intersección con ) - Alaraz (Intersección con ) |
| Esquema                                                      | PK                                                           | Sentido Alaraz                                               | Sentido Alaraz                                               | Sentido Alaraz                                               | Sentido Alaraz                                               | Sentido Alba de Tormes                                       | Sentido Alba de Tormes                                       | Sentido Alba de Tormes                                       | Sentido Alba de Tormes                                       | Incidencias                                                  |
| Esquema                                                      | PK                                                           | Velocidad                                                    | Elemento                                                     | Salida                                                       | Salida                                                       | Salida                                                       | Salida                                                       | Elemento                                                     | Velocidad                                                    | Incidencias                                                  |
| Esquema                                                      | PK                                                           | Velocidad                                                    | Elemento                                                     | Dir.                                                         | Nombre                                                       | Nombre                                                       | Dir.                                                         | Elemento                                                     | Velocidad                                                    | Incidencias                                                  |
| ------------------------------------------------------------ | ------------------------------------------------------------ | ------------------------------------------------------------ | ------------------------------------------------------------ | ------------------------------------------------------------ | ------------------------------------------------------------ | ------------------------------------------------------------ | ------------------------------------------------------------ | ------------------------------------------------------------ | ------------------------------------------------------------ | ------------------------------------------------------------ |
|                                                              | 8,7                                                          |                                                              |                                                              |                                                              | Pedraza de Alba Alaraz                                       | Pedraza de Alba Alaraz                                       |                                                              |                                                              |                                                              |                                                              |
|                                                              | 8,7                                                          | Macotera                                                     |                                                              |                                                              |                                                              |                                                              |                                                              |                                                              |                                                              |                                                              |
|                                                              | 8,7                                                          | Centro Urbano                                                |                                                              |                                                              |                                                              |                                                              |                                                              |                                                              |                                                              |                                                              |
|                                                              | 8,7                                                          | Anaya de Alba Navales                                        |                                                              |                                                              |                                                              |                                                              |                                                              |                                                              |                                                              |                                                              |
|                                                              | 8,8                                                          |                                                              |                                                              | VALDECARROS                                                  | VALDECARROS                                                  | VALDECARROS                                                  | VALDECARROS                                                  |                                                              |                                                              |                                                              |
|                                                              | 12,4                                                         |                                                              |                                                              | PEDRAZA DE ALBA                                              | PEDRAZA DE ALBA                                              | PEDRAZA DE ALBA                                              | PEDRAZA DE ALBA                                              |                                                              |                                                              |                                                              |
|                                                              | 12,5                                                         |                                                              |                                                              | Gajates                                                      | Gajates                                                      | Gajates                                                      | Gajates                                                      |                                                              |                                                              |                                                              |
|                                                              | 13,2                                                         |                                                              |                                                              | PEDRAZA DE ALBA                                              | PEDRAZA DE ALBA                                              | PEDRAZA DE ALBA                                              | PEDRAZA DE ALBA                                              |                                                              |                                                              |                                                              |
|                                                              | 20,7                                                         |                                                              |                                                              | ALARAZ                                                       | ALARAZ                                                       | ALARAZ                                                       | ALARAZ                                                       |                                                              |                                                              |                                                              |
|                                                              | 22,000                                                       |                                                              |                                                              |                                                              | Piedrahíta                                                   | Piedrahíta                                                   | Piedrahíta                                                   |                                                              |                                                              |                                                              |
|                                                              | 22,000                                                       | Santiago de la Puebla Peñaranda de Bracamonte                |                                                              |                                                              |                                                              |                                                              |                                                              |                                                              |                                                              |                                                              |